# Campercorentin
 (juin 2012).
Si vous disposez d'ouvrages ou d'articles de référence ou si vous connaissez des sites web de qualité traitant du thème abordé ici, merci de compléter l'article en donnant les références utiles à sa vérifiabilité et en les liant à la section « Notes et références ».
Dans le Lancelot en prose, Campercorentin est l'un des lieux où le roi Arthur tient sa cour ; dans ses environs, se déroulent de nombreuses aventures arthuriennes.
Le manuscrit localise cette ville près de Carahes. On reconnaît donc bien les villes de Quimper (anciennement nommée Quimper-Corentin) et de Carhaix, deux villes de Cornouaille.